# Contea di Val Verde
La contea di Val Verde (in inglese Val Verde County) è una contea dello Stato del Texas, negli Stati Uniti. La popolazione al censimento del 2010 era di 51 047 abitanti. Il capoluogo di contea è Del Rio.

## Storia
I primi abitanti della zona furono tribù di Lipan Apache, Coahuiltecan, Jumanos, Tamaulipans e Comanches, intorno a circa 6,000–10,000 anni fa.

## Geografia
| Anno | Popolazione | ±%    |
| ---- | ----------- | ----- |
| 1890 | 2,874       | Note: |
| 1900 | 5,263       | 83.1% |
| 1910 | 8,613       | 63.7% |
| 1920 | 12,706      | 47.5% |
| 1930 | 14,924      | 17.5% |
| 1940 | 15,453      | 3.5%  |
| 1950 | 16,635      | 7.6%  |
| 1960 | 24,461      | 47.0% |
| 1970 | 27,471      | 12.3% |
| 1980 | 35,910      | 30.7% |
| 1990 | 38,721      | 7.8%  |
| 2000 | 44,856      | 15.8% |
| 2010 | 48,879      | 9.0%  |

Secondo l'Ufficio del censimento degli Stati Uniti d'America la contea ha un'area totale di 3233 miglia quadrate (8370 km²), di cui 3145 miglia quadrate (8150 km²) sono terra, mentre 88 miglia quadrate (230 km², corrispondenti al 2,7% del territorio) sono costituiti dall'acqua.

### Strade principali
- U.S. Highway 90
- U.S. Highway 277
- U.S. Highway 377
- State Highway 163
- State Highway Loop 79

### Contee e municipalità confinanti
- Contea di Crockett - nord
- Contea di Sutton - nord-est
- Contea di Edwards - est
- Contea di Kinney - sud-est
- Acuña (Coahuila, Messico) - sud
- Jiménez (Coahuila, Messico) - sud
- Contea di Terrell - ovest

### Aree nazionali protette
- Amistad National Recreation Area
- Rio Grande Wild and Scenic River (parzialmente)

## Istruzione
Il Val Verde County Library, situato nel capoluogo della contea, Del Rio, serve la città.